# 13240 Туве
13240 Туве (13240 Thouvay) — астероїд головного поясу, відкритий 18 травня 1998 року.
Тіссеранів параметр щодо Юпітера — 3,393.